# Papel de la mujer en la Segunda Guerra Mundial

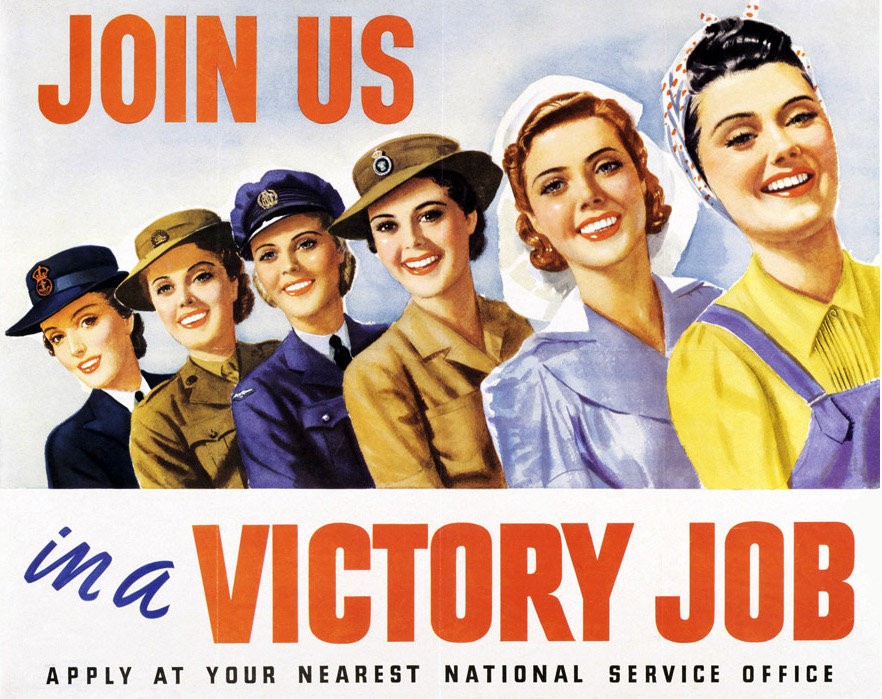
En muchos países se alentó a las mujeres a unirse a las ramas femeninas de las fuerzas armadas o a participar en el trabajo industrial o agrícola.

La población femenina tuvo muchos roles diferentes durante la Segunda Guerra Mundial, incluso como combatientes, trabajadoras en el frente interno y como víctimas.
La Segunda Guerra Mundial implicó un conflicto global en una escala sin precedentes; la urgencia absoluta de la movilización de  toda la población hizo la expansión del papel de la mujer inevitable, aunque los roles particulares variaban de un país a otro. Esta guerra desligó relevantes variaciones en Europa como en Estados Unidos.  Fue una oportunidad determinante para aquellas mujeres que participaban por primera vez.  
Han sido guerrilleras, aviadoras, agentes, y fabricaron armamentos, embarcaciones y carros de combate.  Se ocuparon de todos los entornos y en diferentes zonas existentes siendo partícipes activas en la lucha mundial.
No obstante, se produjeron alternaciones importantes en la economía con respecto a las mujeres, ya que los hombres renunciaron a sus trabajos para insertarse en el ejército. Esto conllevó a un avance referido a la producción masiva de armas para impedir descender en la pobreza.

## Línea de tiempo del papel femenino
- 1938: en Estados Unidos La Ley de la Reserva Naval (Naval Reserve[3]
- 1941: El Canadian Women’s Army Corps de Canadá se estableció.[4]
- 1942: Los Women’s Royal Canadian Naval Service fue creado.[5]
- 1942: El programa Women's Reserve of the U. S. Coast Guard Reserve (apodado oficialmente los "SPARs o mástiles"), se estableció.[6]
- 1942: YN3 Dorothy Tuttle se convirtió en la primera mujer alistada en los SPAR, cuando se alistó en la Women's Reserve of the U. S. Coast Guard Reserve el 7 de diciembre de 1942.[6]
- 1942: Las Marine Corps Women's Reserve (MCWR) fue autorizado por el Congreso de Estados Unidos en julio de 1942 para aligerar a los Marines masculinos en el combate de la Segunda Guerra Mundial.[7]
- 1942: El presidente estadounidense Franklin D. Roosevelt firmó la Ley Pública 689 que creaba el programa de mujeres reservistas de la marina (Navy’s women reserve) el 30 de julio de 1942.[8]
- 1942: El Women's Army Auxiliary Corps (WAAC) fue fundada.[9]
- 1942: El nombre de U.S. Women's Army Auxiliary Corps (WAAC) se cambió oficialmente por el de Women's Army Corps (WAC)[10]
- 1943: El Women's Army Corps reclutó una unidad de mujeres chino-estadounidenses para servir con las fuerzas aéreas del ejército como "Air WACs", popularmente conocida como la "Madame Chiang Kai-Shek Air WAC unit." Las dos primeras mujeres a alistarse en la unidad fueron Hazel (Toy) Nakashima y Jit Wong, ambas de California.[11]
- 1944: La Ley Pública 238 otorgó rango militar completo a los miembros del Navy Nurse Corps de Estados Unidos, que eran entonces todas mujeres.[8]

## Mano de obra

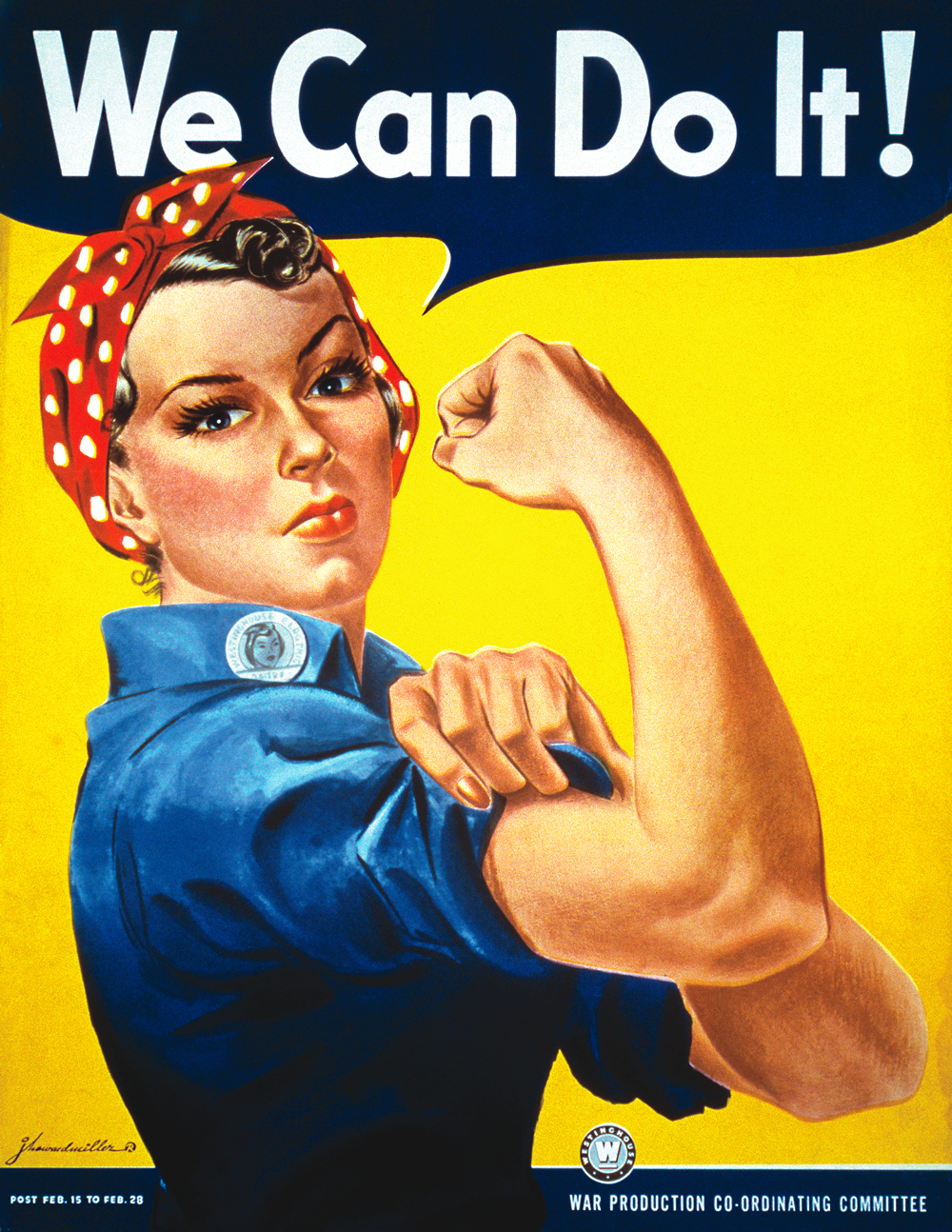
Rosie la remachadora, We Can Do It! ('¡Podemos hacerlo!')

La mano de obra calificada de las mujeres fue simbolizada en los Estados Unidos por el concepto de Rosie la remachadora, una mujer trabajadora que realiza trabajos que antes se consideraba 'trabajo de hombres'.
Con este horizonte ampliado de oportunidades y de confianza, y con la base de conocimientos extendido, muchas mujeres ahora podían tener un empleo remunerado y voluntario, los roles de las mujeres en la Segunda Guerra Mundial fueron mucho más amplios que en la Primera Guerra Mundial. 
En los países aliados miles de mujeres se alistaron como enfermeras que desempeñaron funciones en las líneas del frente. Miles de personas se unieron a las milicias de defensa en sus hogares y hubo un gran aumento en el número de mujeres que prestaron servicios en las fuerzas armadas, sobre todo en el Ejército Rojo de la Unión Soviética.
Durante la Segunda Guerra Mundial, aproximadamente 400 000 mujeres estadounidenses sirvieron en las fuerzas armadas, ochenta y ocho mujeres fueron capturadas y mantenidas prisioneras de guerra, más de 460—algunas fuentes dicen que la cifra se acercaba a los 543—perdieron la vida como consecuencia de la guerra, incluyendo 16 a causa del fuego enemigo. Las mujeres fueron reconocidas oficialmente como una parte permanente de las fuerzas armadas de Estados Unidos después de la guerra con el acta del Women's Armed Services Integration Act de 1948.
Varios cientos de miles de mujeres sirvieron en funciones de combate, sobre todo en las unidades antiaéreas. Los Estados Unidos decidieron no utilizar a las mujeres en combate activo porque la opinión pública no lo toleraría. Muchas mujeres sirvieron en las resistencias de Francia, Italia y Polonia, y en el Special Operations Executive de Reino Unido y Oficina de Servicios Estratégicos de Estados Unidos que colaboró.
Otras mujeres, llamadas mujeres de confort, se vieron forzadas a la esclavitud sexual por el Ejército Imperial Japonés antes y durante la Segunda Guerra Mundial. Aproximadamente 2 millones de mujeres judías murieron en el holocausto, los nazis también mataron a mujeres con discapacidad y mujeres gitanas.

## Mujeres de confort
Las Mujeres de confort eran mujeres y niñas forzadas a la esclavitud sexual por el Ejército Imperial Japonés antes y durante la Segunda Guerra Mundial.

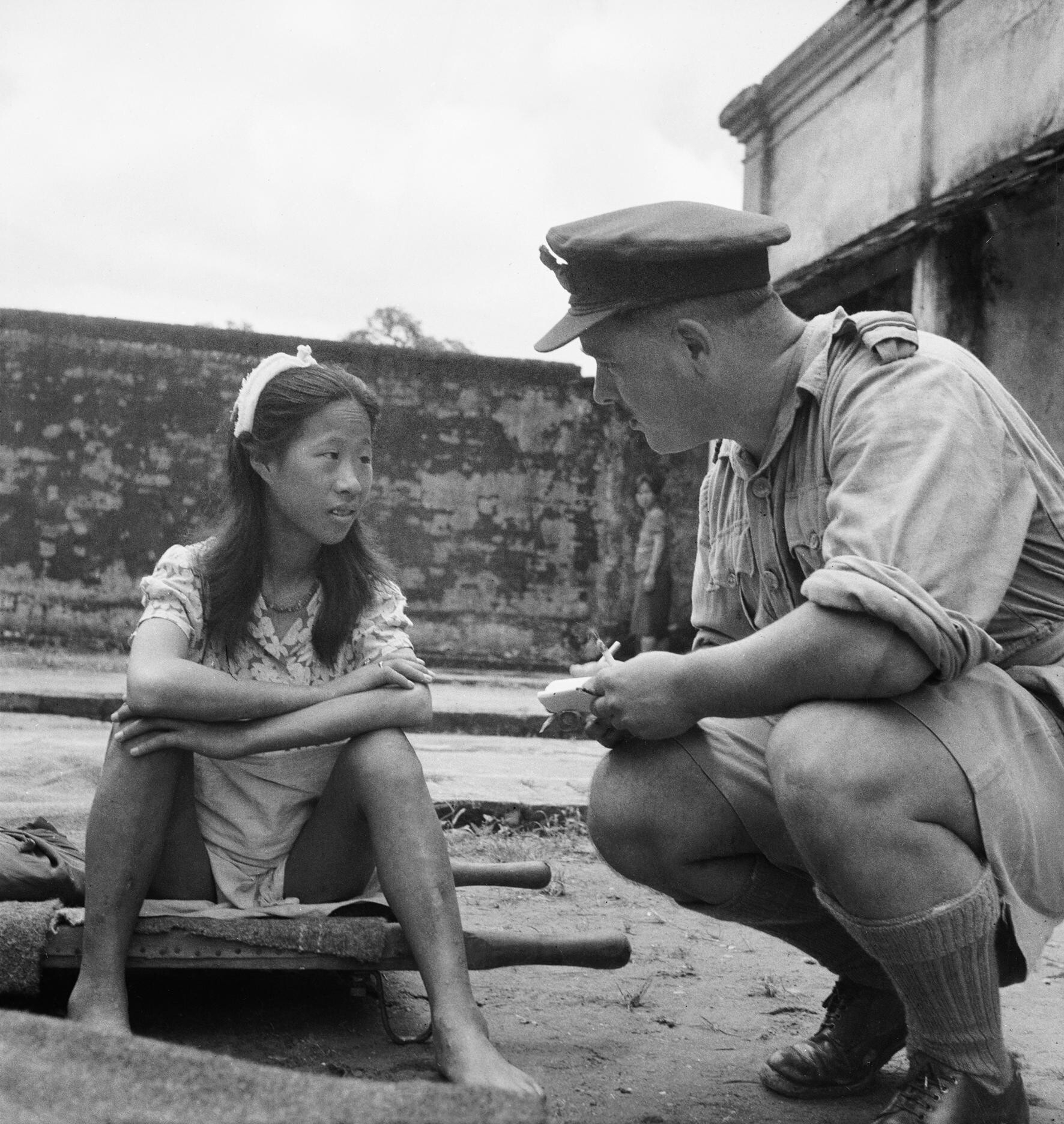
Una mujer joven china que estaba en uno de los "batallones de confort" del Ejército Imperial Japonés es entrevistada por un oficial Aliado. en Rangún, Birmania, 8 de agosto de 1945.

El nombre de "mujeres de confort" es una traducción del eufemismo japonés ianfu (慰安婦) y el parecido de Corea del término wianbu (위안부). ianfu es un eufemismo para Shofu (娼婦), cuyo significado es "prostituta(s)".
Las estimaciones varían en cuanto a la cantidad de mujeres que participaron, con números que van desde un mínimo de 20.000 hasta un máximo de 360.000 a 410.000, en fuentes chinas; el número exacto todavía se está investigando y debatiendo.
Muchas de las mujeres eran de países ocupados, incluida Corea, China, y las Filipinas, aunque también había mujeres de Birmania, Tailandia, Vietnam, Malasia, Taiwán (entonces una dependencia japonesa), Indonesia (entonces conocida como Indias Orientales Neerlandesas), Timor Oriental (entonces Timor portugués ), y otros territorios ocupados por los japoneses fueron utilizados para "centros de confort" militares. Estaciones se encontraban en Japón, China, Filipinas, Indonesia, Malasia, Tailandia, Birmania, Nueva Guinea, Hong Kong, Macao y la Indochina francesa.
Un menor número de mujeres de origen europeo de Países Bajos y Australia también estaban involucradas. Según los testimonios, las mujeres jóvenes de los países ocupados por Japón fueron secuestradas de sus hogares. En muchos casos, las mujeres también fueron atraídas con promesas de trabajo en las fábricas o restaurantes; una vez reclutadas, las mujeres fueron encarceladas en centros de confort en tierras extranjeras.

## Alemania
En la víspera de la guerra 14.600.000 mujeres alemanas estaban trabajando, con un 51% de las mujeres entre las edades 16-60 años trabajando en la fuerza laboral. Casi seis millones estaban haciendo el trabajo agrícola, porque la economía agrícola de Alemania estaba dominada por las pequeñas explotaciones familiares. 2,7 millones trabajaban en la industria. Cuando se movilizó la economía alemana para la guerra, paradójicamente, llevó a una caída en la participación laboral femenina, alcanzando un mínimo del 41% antes de subir gradualmente a más del 50% de nuevo. 

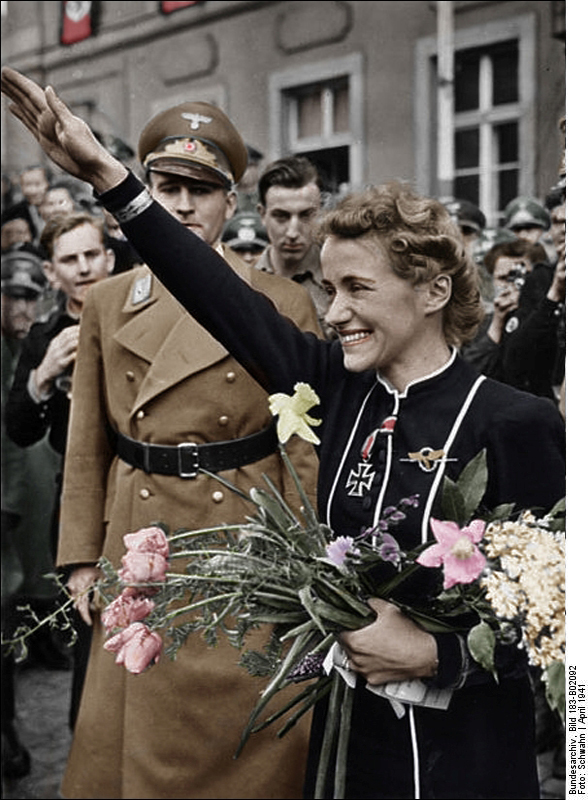
La aviadora alemana Hanna Reitsch en abril de 1941.

Esto todavía se compara favorablemente con el Reino Unido y los Estados Unidos, con Reino Unido logrando una tasa de participación del 41% de las mujeres en edad para trabajar en 1944. Sin embargo, en términos de mujeres empleadas en el trabajo de guerra, las tasas de participación femenina británicas y alemanas eran casi iguales en 1944, con los Estados Unidos quedándose atrás. 
Las dificultades que el Tercer Reich enfrentó en el aumento del tamaño de la fuerza de trabajo fue mitigado mediante la re-asignación de mano de obra para el trabajo que apoyaba el esfuerzo de guerra. Los altos salarios en las industrias de guerra atrajeron a cientos de miles, liberando a los hombres para los deberes militares. También se emplearon prisioneros de guerra como peones, liberando a las mujeres para otros trabajos.
El Tercer Reich permitió muchos papeles para las mujeres, incluyendo el combate. Las SS -Helferinnen fueron consideradas como parte de la SS si habían recibido formación en una SS Reichsschule pero el resto de las trabajadoras fueron consideradas como contratadas para la SS y elegidas en gran parte de los campos de concentración nazis. Las mujeres también sirvieron en unidades auxiliares de la marina (Kriegshelferinnen), de la fuerza aérea (Luftnachrichtenhelferinnen) y el ejército (Nachrichtenhelferin). Cientos de mujeres auxiliares (Aufseherin) sirvieron como guardianas para la SS en campos de concentración, la mayoría de las cuales estaban en Ravensbrück.

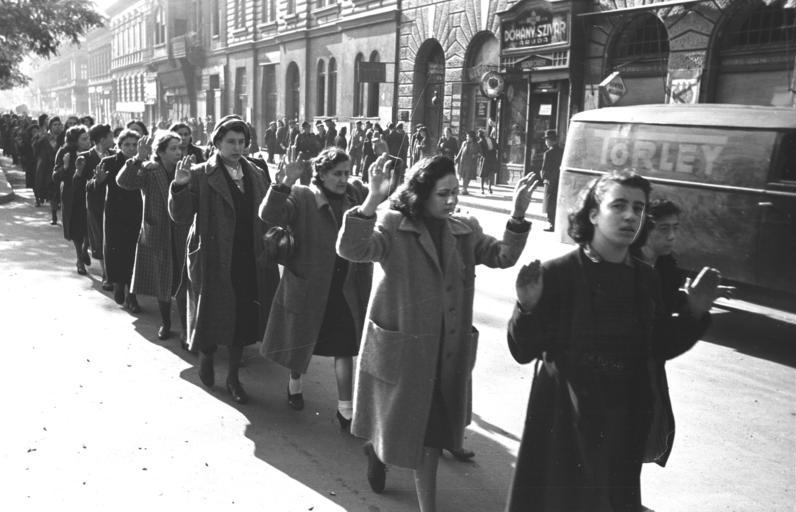
Budapest, Hungría- mujeres judías capturadas en Wesselényi Street, 20 al 22 de octubre de 1944

De los aproximadamente seis millones de judíos que fueron asesinados durante el Holocausto, 2 millones de ellos eran mujeres. Los nazis también cometieron asesinatos en masa contra mujeres gitanas (y hombres) en el campo de concentración de Auschwitz, los nazis asesinaron a las mujeres (y hombres) con discapacidad en un programa llamado Aktion T4 que se utilizaba para la eutanasia forzada, y asesinaron a mujeres (y hombres) como supuestos partidarios en muchos pueblos soviéticos en 1943-1944. Además de los asesinatos, las mujeres en el Holocausto fueron torturadas por otros medios, como la violación, el acoso sexual, ser golpeadas, ser el centro de experimentaciones humanas nazis, etc.
En 1944-1945 más de 500.000 mujeres fueron voluntarias auxiliares uniformadas de las fuerzas armadas alemanas (Wehrmacht). Sobre el mismo número servía en la defensa aérea civil y 400.000 se ofrecieron como enfermeras, muchas más sustituyeron a los hombres reclutados en la economía de guerra. En la Luftwaffe sirvieron en funciones de combate ayudando a operar los sistemas antiaéreos que derribaron a los bombarderos aliados. Así, en 1945, las mujeres alemanas estaban realizando el 85% de las actividades como clérigos, contables, intérpretes, trabajadoras de laboratorio y trabajadoras administrativas, junto con la mitad de los puestos administrativos de oficina y júnior en las sedes de campo de alto nivel.
Alemania tenía un servicio de enfermería muy grande y bien organizado, con cuatro organizaciones principales, una para los católicos, una para los protestantes, el DRK secular (Cruz Roja) y las "enfermeras marrones," para las mujeres miembros del partido nazi. La enfermería militar fue manejada principalmente por el DRK, que quedó bajo control nazi parcial. Los servicios médicos de primera línea fueron proporcionados sin embargo por médicos masculinos. 
Las enfermeras de la Cruz Roja sirvieron ampliamente dentro de los servicios médicos militares, dotación de personal de hospitales que forzosamente estaban cerca de las líneas del frente y en riesgo de ataques con bombas. Dos docenas fueron galardonadas con la Cruz de Hierro por el heroísmo demostrado bajo fuego enemigo. Por el contrario, la historiografía breve Enfermeras en la Alemania nazi por Bronwyn Rebeca McFarland-Icke (1999) se centra en los dilemas de las enfermeras alemanas obligadas a mirar hacia otro lado mientras sus pacientes incapacitados eran asesinados.

## Australia

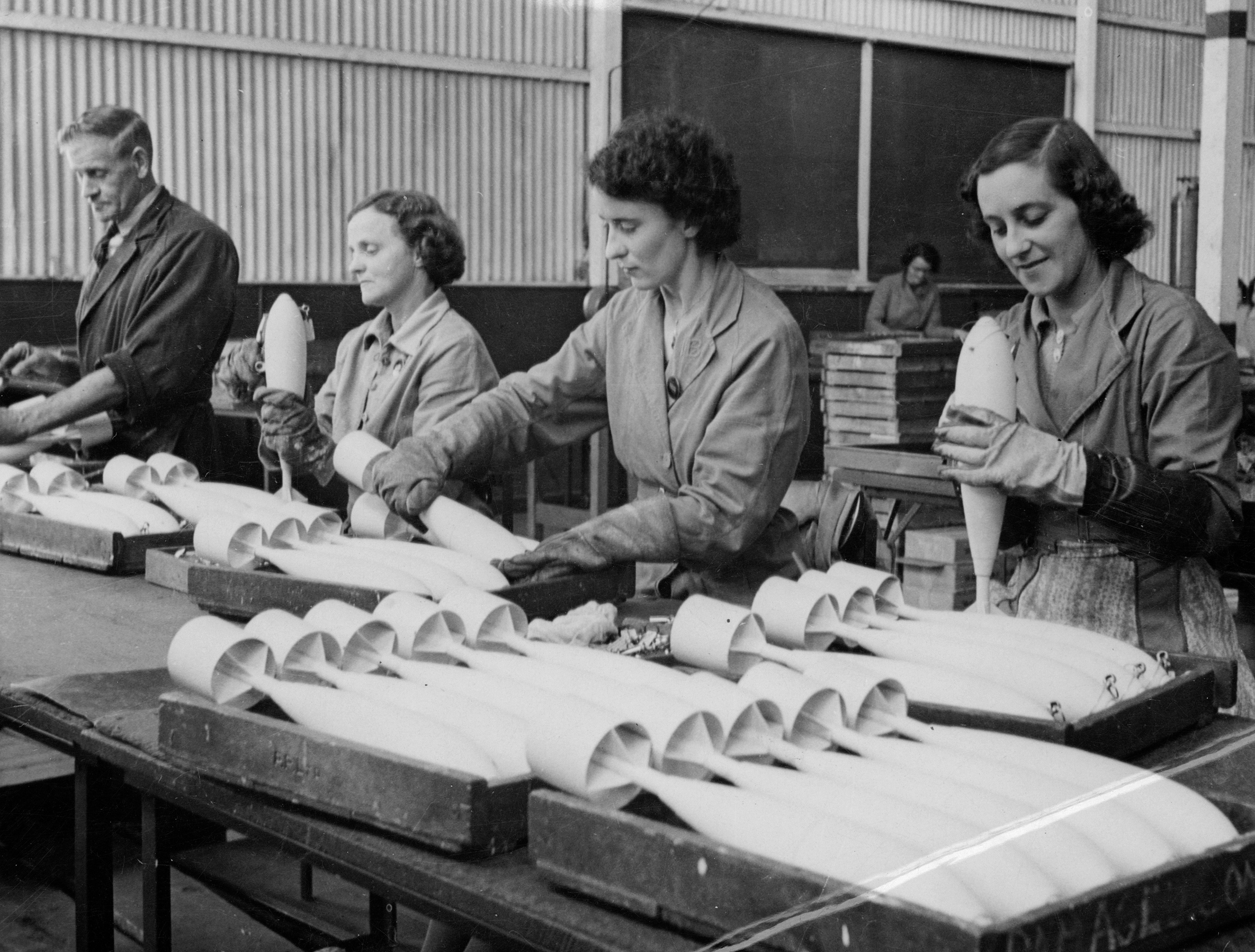
Los trabajadores inspeccionan bombas de práctica en una fábrica en el sur de Australia durante 1943.

En Australia durante la guerra, el gobierno australiano amplió sus poderes con el fin de organizar el esfuerzo en la guerra y los recursos naturales y humanos. Australia centró su apoyo a las fuerzas aliadas. La expansión de sus poderes de gobierno comenzó el 9 de septiembre de 1939 cuando la National Security Act se convirtió en ley. Esta ley permitió al gobierno introducir el reclutamiento industrial y tanto hombres como mujeres recibieron la orden en industrias esenciales. En 1940 se introdujo el racionamiento y se amplió en 1942. El Gobierno alentó firmemente bonos de austeridad y de guerra como medio para reducir la demanda de los escasos recursos.
A causa de la guerra las fuerzas armadas usaron a todos los hombres disponibles, llevando a la escasez de trabajadores y forzando a la participación femenina en la fuerza laboral. La cantidad de mujeres australianas con empleo asalariado aumentó de 644 000 en 1939 a 855 000 en 1944. Aunque era apenas un aumento de 5 puntos porcentuales en la proporción de todas las mujeres que estaban laborando, un número considerable de mujeres se trasladaron de empleos que tradicionalmente eran femeninos como el servicio doméstico a funciones masculinas como la industria. 
Las mujeres en las fuerzas armadas de Australia se establecieron en 1941, y en 1944 casi 50 000 mujeres estaban sirviendo en Women's Royal Australian Naval Service, Women's Auxiliary Australian Air Force y Australian Women's Army Service Miles más sirven con la civil Australian Women's Land Army o emprendieron trabajos de guerra voluntarios. La falta de mano de obra se convirtió en una cuestión de economía importante cerca del final de la guerra y el número de personal de las fuerzas armadas de Australia se redujo en 1944 para que trabajaran en trabajos como la industria. Al final de la guerra muchas mujeres fueron obligadas abandonar las industrias tradicionalmente masculinas al regresar los reclutas a sus vidas civiles.

## Canadá
Cuando la guerra comenzó a finales de 1930, las mujeres canadienses se sintieron obligadas a ayudar en la lucha. En octubre de 1938, los Servicios de Voluntariado de la Mujer (Royal Voluntary Service) fue establecido en Victoria, Columbia Británica. Pronto, todas las provincias y territorios les siguieron y grupos de voluntarios similares. "Esposos, hermanos, padres, novios se fueron uniendo en hacer algo para ayudar a ganar la guerra. Seguramente las mujeres podrían ayudar también!”. Además de la Cruz Roja, varios cuerpos de voluntarias diseñaron ellas mismas grupos auxiliares imitando los del Reino Unido.
Estos cuerpos tenían uniformes, ejercicios de marcha y unos pocos también entrenamiento con rifles. Pronto quedó claro, que un sistema de gobierno unificado sería beneficioso para el cuerpo. Las voluntarias en la Columbia Británica donaron dos dólares cada una para pagar los gastos para que una representante pudiera ir a hablar con los políticos en Ottawa. Aunque todos los políticos parecían simpatizar con la causa, se mantuvo como 'prematuro' en términos de necesidad nacional.
En junio de 1941, los Canadian Women's Army Corps fue establecida. Las mujeres que se alistaron tuvieron empleos como:
- conductoras de vehículos de transporte mecánicos ligeros
- Cocineras en hospitales y comedores
- Secretarias, mecanógrafas y taquígrafas en los campamentos y centros de formación
- Telefonistas y mensajeras
- Ayudantes en los comedores[43]

El 2 de julio de 1942 a las mujeres se les dio permiso para alistarse en lo que se conoce como la Royal Canadian Air Force Women's Division. Por último, la Marina Real Canadiense creó el Women’s Royal Canadian Naval Service o los WRENS. los WRENS fueron los únicos cuerpos que oficialmente formaban parte de un cuerpo de sanción con una división de mujeres. Esto llevó a problemas burocráticos que pudieron ser resueltos con mayor facilidad mediante la absorción del cuerpo civil regido por las organizaciones militares, equiparando las divisiones de mujeres como soldados. De acuerdo con la RCAF los siguientes eran los requisitos para una mujer alistada:
1. Debe tener al menos 18 años de edad y ser menor de 41 años de edad
2. Debe ser de categoría médica A4B (equivalente a A1)
3. Debe ser igual o superior a 1,5 metros, y tener un peso adecuado para su estatura, no estar demasiado lejos por encima o por debajo de la norma
4. Debe tener un mínimo de educación, tener estudios en la escuela secundaria.
5. Ser capaz de pasar la prueba de oficios apropiada.
6. Ser de buen carácter con ningún registro de condena por un delito grave.[43]

Las mujeres no eran consideradas aptas para el alistamiento si estaban casadas y tenían hijos menores que dependían de ellas. Se requerían centros de formación para todas las nuevas reclutas. No podían ser enviadas a los centros existentes, ya que era necesario que estuvieran separadas de los reclutas masculinos. El Canadian Women's Army Corps estableció centros en Vermilion, Alberta y Kitchener, Ottawa y Toronto fueron las ubicaciones de los centros de formación de la Royal Canadian Air Force Women's Division. Los WRENS fueron equipados en Cambridge, Ontario.
Cada servicio usó sus mejores recursos posibles para las mujeres que querían unirse, porque todas ellas querían. En realidad, las mujeres fueron donde sus padres, hermanos y novios estaban. Las mujeres tenían varias razones para querer unirse al esfuerzo; si tenían un padre, esposo o hermano en las fuerzas, o simplemente sentido del deber patriótico para ayudar. Una joven descaradamente exclamó que no podía esperar a cumplir los dieciocho años para alistarse, porque tenía fantasías de asesinar a Hitler. Muchas mujeres de 16 o 17 años mintieron sobre su edad para poder alistarse. Los Estados Unidos sólo permitía a las mujeres unirse  si contaban al menos veintiún años. Para las ciudadanas jóvenes, Canadá era la opción lógica. El reclutamiento para las diferentes ramas de las Fuerzas Canadienses se creó en lugares como Boston y Nueva York. Se hicieron modificaciones para las jóvenes con ciudadanía estadounidense, que tenían en sus registros marcados, "el juramento de lealtad no se toma en virtud de ser un ciudadano de los Estados Unidos de América.”
Las mujeres fueron obligadas a ajustarse a los mismos requisitos de alistamiento que los hombres. Tenían que cumplir con los exámenes médicos, y los requisitos de aptitud, así como la formación en determinados oficios en función del aspecto de las fuerzas armadas del que querían ser parte. Las mujeres alistadas recibieron uniformes completos menos la ropa interior, para la cual recibían una asignación trimestral.

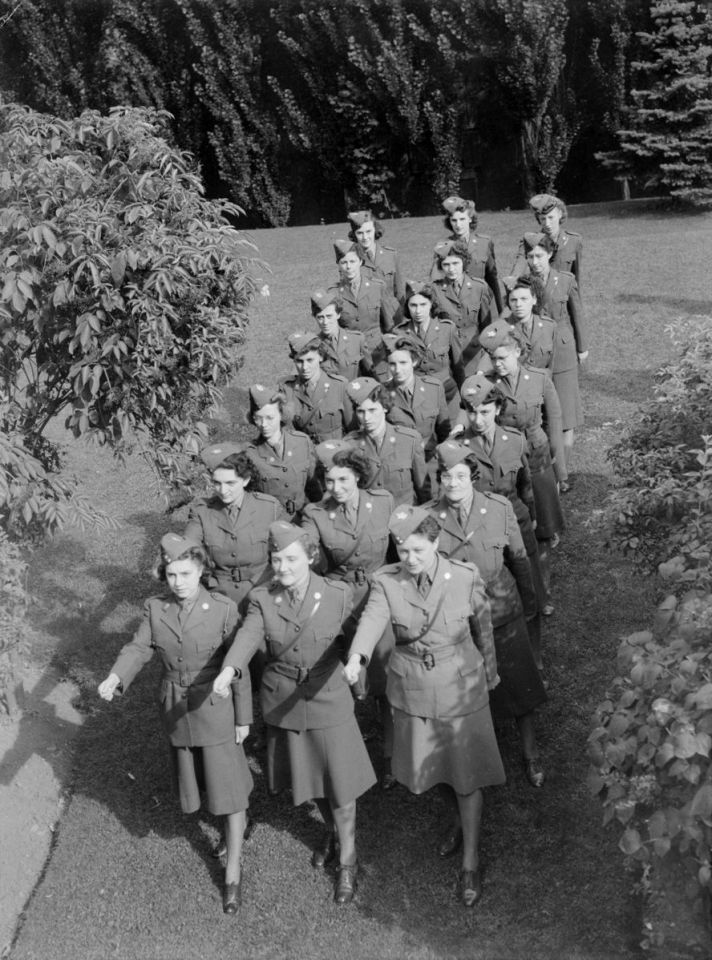
Miembros del Canadian Auxiliary Women's Corps en agosto de 1942.

Pero ser una mujer alistada durante las etapas de creación no fue fácil. Además del hecho de que todo el mundo estaba aprendiendo sobre la marcha, ellas no recibían el apoyo que necesitaban de los reclutas masculinos. Para empezar, a las mujeres se les pagaba inicialmente dos tercios de lo que ganaría un hombre en el mismo nivel A medida que avanzaba la guerra, los líderes militares comenzaron a ver el impacto sustancial que las mujeres podían hacer. En muchos casos las mujeres habían superado a sus homólogos masculinos.
Esto fue tomado en cuenta y las mujeres recibieron un aumento de cuatro quintas partes del salario de un hombre. Una doctora sin embargo, recibía una compensación económica igual a su contraparte masculina. La reacción negativa de los hombres hacia las mujeres reclutas se abordó en películas de propaganda como Proudly She Marches y las Wings on Her Shoulder, realizadas para mostrar la aceptación de los reclutas femeninos, mostrando a los hombres que a pesar de que estaban tomando empleos tradicionalmente destinados a los hombres, ellas mantenían su feminidad.
Otro problema que enfrentaban desde el principio estas mujeres era el racial. Un oficial de la CWAC tuvo que escribir a sus superiores sobre si procedía o no a una chica de "nacionalidad india" oponerse al alistamiento. Debido a la gran población inmigrante de Canadá, las mujeres alemanas que también se alistaron crearon gran animosidad entre las reclutas. Sin embargo, la mayor dificultad fue con la población franco-canadiense. En un documento de fecha 25 de noviembre de 1941, se declaró que las mujeres alistadas debían 'extraoficialmente' hablar Inglés. Sin embargo, al ver el gran número de mujeres capaces que decidieron salir, una Escuela de Inglés se estableció para las reclutas a mediados de 1942. En 1942, Mary Greyeyes-Reid se convirtió en la primera mujer aborigen en unirse a las fuerzas canadienses. Sus fotografías se distribuyeron para representar a los pueblos nativos en las fuerzas, pero al mismo tiempo no era bienvenida en los cuarteles debido a la discriminación racial.
Una vez en el entrenamiento, algunas mujeres sentían que habían cometido un error. Varias mujeres cayeron bajo la presión y fueron hospitalizadas. Otras mujeres sintieron la necesidad de escapar, y simplemente huyeron. Lo más fácil y rápido para regresar a casa era el embarazo. A las mujeres que se enteraban de que estaban en estado de buena esperanza se les daba un permiso especial, ejecutado con rapidez.
Las mujeres que se graduaron con éxito de la formación tuvieron que encontrar maneras de entretenerse para mantener la moral alta. Softbol, bádminton, tenis y hockey se encontraban entre los pasatiempos más populares entre las reclutas.
La religión era un asunto personal para los reclutas. Un ministro religioso se encontraba por lo general en el lugar para los servicios. Para las jóvenes judías, era costumbre dejarlas regresar a sus cuarteles desde la puesta del sol el sábado y sus festivos; un rabino también se ponía a su disposición si era posible. Al comienzo de la guerra 600.000 mujeres en Canadá tenían empleos permanentes en el sector privado, alcanzando un máximo en 1943 de 1,2 millones de mujeres en puestos de trabajo. Las mujeres ganaron rápidamente una buena reputación por su destreza mecánica y fina precisión debido a su menor estatura
En Canadá una mujer podía trabajar como:
- Trabajadoras en la cafetería
- Madereras o 'Lumberjills'
- Constructoras navales
- Científicas
- Trabajadoras en fábricas de municiones[44]

Las mujeres también tenían que mantener sus hogares mientras los hombres estaban ausentes. "Una madre de nueve chicos de Alberta, todos ellos fuera por la guerra o los trabajos en fábricas - conducía el tractor, araba los campos, cultivaba heno, y acarreaba grano a los silos, además de cultivar la huerta, criar pollos, cerdos y pavos, y hacía cientos de tarros de conservas de frutas y verduras."
Además de los trabajos físicos, también se pidió a las mujeres que recortaran los gastos y raciones. Seda y nailon fueron utilizados para los esfuerzos de guerra, creando una gran escasez de medias. Al igual que en Europa, muchas mujeres pintaron líneas en la parte posterior de sus piernas para crear la ilusión de que llevaban las medias de moda en la época, de nailon beige.

## Estados Unidos
Durante la Segunda Guerra Mundial, las mujeres tuvieron un importante rol en Estados Unidos. Con los hombres luchando en Europa y en Asia, fueron las mujeres las que asumieron los trabajos en fábricas.
La Segunda Guerra Mundial también permitió la incorporación de la mujer las Fuerzas Armadas. Además de ser enfermeras, trabajaron en comunicaciones y en el ensamblaje de las máquinas de guerra.
Las Fuerzas Armadas de Estados Unidos se fueron modernizando creando varios cuerpos femeninos de acuerdo a las necesidades, aunque seguía habiendo diferencias salariales y de beneficios en cuanto a los hombres. Se han contabilizado que de las 350.000 mujeres que sirvieron en la Segunda Guerra Mundial, 16 murieron en acción.

## Finlandia
Al igual que en el Reino Unido, las mujeres finlandesas participaron en la defensa: la enfermería, la señalización de ataque aéreo, el reparto de racionamiento y la hospitalización de los heridos. Su organización fue llamada Lotta Svärd, donde las mujeres voluntarias participaron en el trabajo auxiliar de las fuerzas armadas para ayudar a los que luchaban en el frente. Lotta Svärd fue no solo uno de los más grandes, si no el grupo más numeroso como organización voluntaria en la Segunda Guerra Mundial. Ellas nunca dispararon armas (una regla entre las Lottas).

## Italia
La República Social Italiana tuvo un papel similar para las mujeres. En 1944 los Servicios Auxiliares de la Mujer (Servizio ausiliario Femminile) fueron consideradas como parte de las formaciones militares del RSI. La comandante era la general de brigada Piera Gatteschi Fondelli.

## Polonia

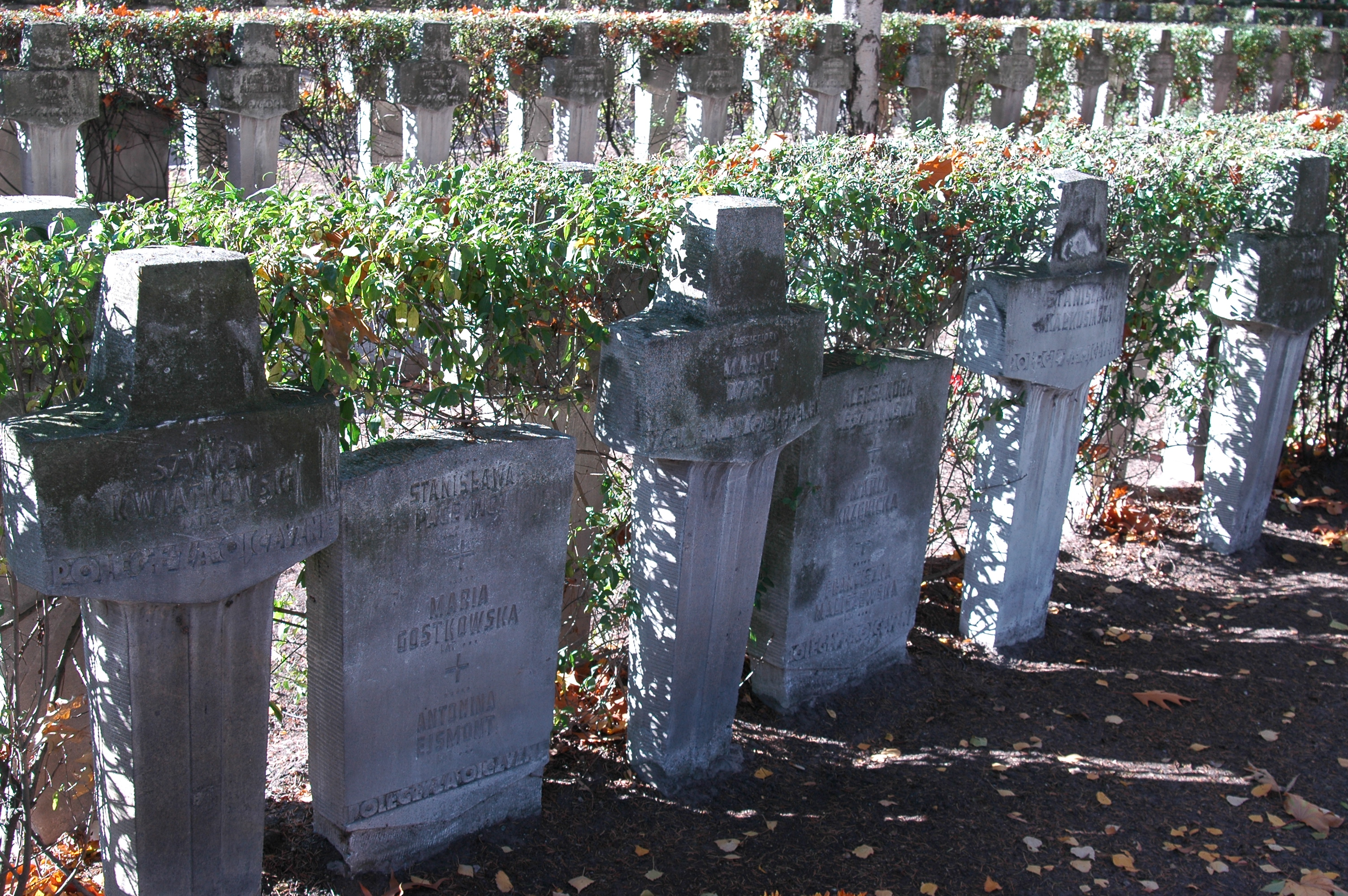
Cementerio Powazki donde están enterradas tres mujeres soldado polacas que murieron durante la Invasión alemana de Polonia de 1939 y están enterradas junto con sus compañeros de combate, en Varsovia.

En la Polonia ocupada, como en todas partes, las mujeres desempeñaron un papel importante en el movimiento de resistencia, de ponerse en la línea del frente. Su papel más importante fue como mensajeras llevando mensajes entre las células de la resistencia y la distribución de periódicos de gran formato de noticias y operar imprentas clandestinas. Durante los ataques partidistas contra las fuerzas e instalaciones de los nazis, sirvieron como exploradoras.
Durante el levantamiento de Varsovia de 1944, los miembros femeninos del Ejército Nacional llevaron correos y fueron médicos, pero muchas también llevaron armas y tomaron parte en los combates. Entre las mujeres más notables del Ejército Nacional estaba Wanda Gertz que creó y ordenó el Dysk (Unidad de sabotaje de la Mujer). 
Por su valentía en estas actividades y más tarde en el Levantamiento de Varsovia fue galardonada con las condecoraciones más altas de Polonia, la Virtuti Militari y la Orden Polonia Restituta. Uno de los artículos de la capitulación fue que el ejército alemán las reconoció como miembros de pleno derecho de las fuerzas armadas y necesitaban establecer distintos campos de prisioneros de guerra para mantener más de 2.000 mujeres entre los prisioneros de guerra.

## Reino Unido

### Lugar de trabajo
Cuando el Reino Unido entró en guerra, como antes en la Primera Guerra Mundial, las oportunidades de trabajo previamente prohibidas se abrieron para las mujeres. Las mujeres fueron puestas en las fábricas para crear las armas que se utilizarían en el campo de batalla. Las mujeres mantuvieron la responsabilidad de la gestión de la casa y se convirtieron en las heroínas del frente interno. Según Carruthers, este empleo industrial de la mujer levantó considerablemente la autoestima de las mujeres, ya que les permitió llevar a cabo todo su potencial y hacer su parte en la guerra. Durante la guerra, las funciones normativas de las mujeres como "ama de casa" se transformaron en un deber patriótico. Como Carruther dijo, "el ama de casa se ha convertido en una heroína en la derrota de Hitler" (235).
El papel de las mujeres cambió y asumieron trabajos peligrosos en la fuerza de trabajo provocando cambios importantes en la estructura y la sociedad laboral. Durante la Segunda Guerra Mundial, la sociedad tenía ideales específicos para los puestos de trabajo en los que participar tanto las mujeres como los hombres. Cuando las mujeres comenzaron a entrar en las industrias como mano de obra, anteriormente dominadas por los hombres, la segregación de las mujeres comenzó a disminuir. Un número creciente de mujeres se vieron obligadas a empleos en el sector entre 1940-1943.
Según una encuesta del Ministerio de Trabajo, el porcentaje de mujeres en puestos de trabajo industrial pasó de 19,75 por ciento a 27 por ciento desde 1938 hasta 1945. Pero era muy difícil para las mujeres pasar sus días en las fábricas, y luego volver a casa a sus tareas domésticas y el cuidado de su familia; como resultado, muchas mujeres eran incapaces de mantener mucho tiempo sus puestos de trabajo.
Reino Unido sufrió escasez de mano de obra al necesitar un estimado de 1,5 millones de personas para las fuerzas armadas, y una adicional de 775.000 para fabricación de municiones y otros servicios en 1942. Fue durante esta 'hambre de trabajo "que se multiplicó la propaganda destinada a inducir a la gente a unirse a la fuerza de trabajo y hacer su esfuerzo en la guerra. Las mujeres eran el público objetivo en las diversas formas de propaganda, ya que se les pagaba mucho menos que los hombres.
No era ninguna preocupación si las mujeres estaban ocupando los mismos trabajos que los hombres llevaban a cabo hasta entonces, incluso si las mujeres estaban reemplazando trabajos mostrando la misma habilidad que un obrero masculino, recibían un salario significativamente menor debido a su género. Tan solo en la industria de la ingeniería, el número de mujeres trabajadoras calificadas y semicalificadas aumentó del 75 por ciento al 85 por ciento desde 1940 a 1942.
De acuerdo con Gazeley, a pesar de que a las mujeres se les pagaba menos que a los hombres, era evidente que realizaban trabajo de guerra y en trabajos reservados a hombres por lo que la segregación industrial disminuyó.

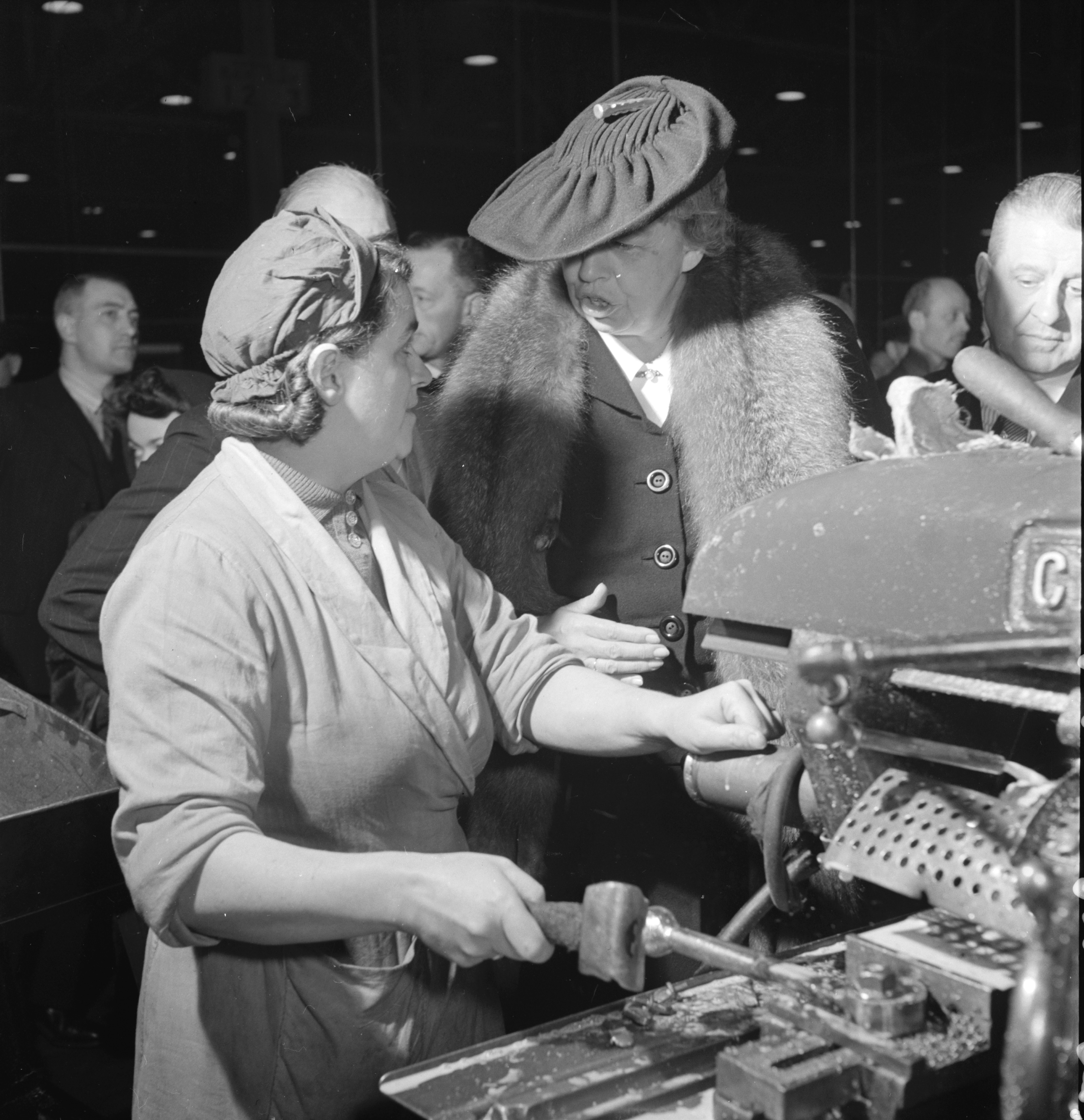
Una mujer maquinista hablando con Eleanor Roosevelt durante su gira de buena voluntad por Gran Bretaña en 1942

En Reino Unido, las mujeres eran esenciales para el esfuerzo de guerra, tanto en funciones civiles y militares. La contribución de hombres y mujeres civiles al esfuerzo de guerra británico fue reconocido con el uso de las palabras Home Front para describir las batallas que se libraban a nivel nacional con el racionamiento, el reciclaje y trabajo de guerra, como en las fábricas de municiones y las granjas y los hombres fueron así liberados en el militar. Las mujeres también fueron reclutadas para trabajar en los canales, en el transporte de carbón y municiones en barcazas en el Reino Unido a través de las vías navegables interiores. Estas llegaron a ser conocidas como las Idle Women, inicialmente un insulto derivado de las iniciales IW, por 'Vías navegables interiores', que llevaban en sus insignias, pero el término pronto fue adoptado por las propias mujeres.
Muchas sirvieron en Women's Auxiliary Fire Service, el Women's Auxiliary Police Corps y en el Air Raid Precautions (más tarde Civil Defence) services. Otras se hicieron voluntarias en Women's Voluntary Service for Civil Defence y el Ejército de Salvación.
Las mujeres fueron "preparadas" en el sentido de que fueron reclutadas en el trabajo de la guerra por el Ministerio de Trabajo, incluyendo puestos de trabajo fuera de combate en el ejército, como el Women's Royal Naval Service (WRNS conocidas como "Wrens"), el Women's Auxiliary Air Force (WAAF conocidas como "Waffs") y el Auxiliary Territorial Service (ATS). Servicios auxiliares, como el Air Transport Auxiliary también reclutaron mujeres. En las primeras etapas de la guerra tales servicios se basaron exclusivamente en voluntarios, sin embargo en 1941 la conscripción fue extendida a las mujeres por primera vez en la historia británica y se reclutaron alrededor de 600.000 mujeres en estas tres organizaciones.
En estas organizaciones las mujeres realizaban una amplia gama de puestos de trabajo en apoyo del Ejército, Royal Air Force (RAF) y Royal Navy, tanto en el exterior como en el hogar. Estos puestos de trabajo iban desde roles tradicionalmente femeninos como cocinera, recepcionista y telefonista a otros más tradicionalmente masculinos como mecánico, armero, u operador de reflectores. y el operador de instrumentos antiaéreos.
Las mujeres británicas no fueron reclutadas en unidades de combate, pero podían ofrecerse para misiones de combate en unidades antiaéreas, que derribaron aviones alemanes y misiles V-1. Las mujeres civiles se unieron al Special Operations Executive (SOE), que las utilizó en papeles de alto peligro como agentes secretos y operadoras de radio clandestina en la Europa ocupada por los nazis.

### Propaganda
La propaganda para las mujeres británicas se emitió durante la guerra en el intento de convencer al ama de casa de que, manteniendo el rol doméstico, ella también debía asumir un papel político de deber patriótico. La propaganda estaba destinada a eliminar todo conflicto personal y político y crear una heroína femenina. La propaganda en carteles, radio y cine pedía a las mujeres redefinir sus ideales personales y domésticos de feminidad y motivarlas en contra de los roles que se les habían inculcado. El gobierno luchó por alentar a las mujeres para responder a los carteles y demás formas de propaganda. Un intento de reclutar a las mujeres para la fuerza laboral fue un cortometraje, My Father’s Daughter. En esta película propagandística, la hija del dueño de una fábrica ruega que desea ser parte en la guerra, pero su padre tiene la creencia estereotipada de que las mujeres están destinadas a ser solo cuidadoras y que son incapaces de afrontar trabajo pesado. Cuando un capataz le presenta uno de los trabajadores más valiosos y eficientes en la fábrica como la hija, se eliminan los prejuicios del padre. El mensaje alentando por este cortometraje es: "No hay nada que las mujeres no pueden hacer.”

### Funciones más comunes

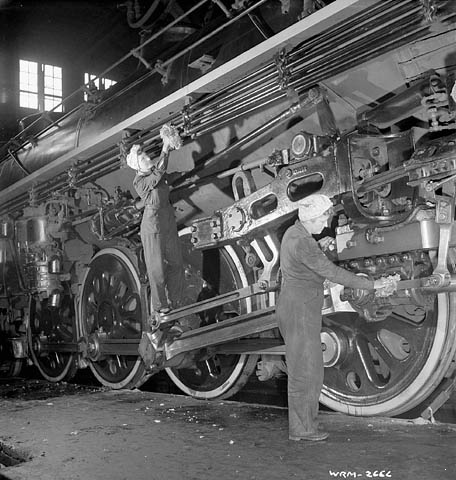
Las mujeres reemplazaron a los hombres en muchos de los puestos de trabajos del roundhouse durante la Segunda Guerra Mundial. Fotografía tomada de enero de 1943.

La función más común de las mujeres en el servicio activo fue la de operadoras de reflectores. De hecho, todos los miembros de la 93rd Searchlights Regiment eran mujeres. A pesar de estar limitados en sus funciones, había un gran respeto entre los hombres y las mujeres en las baterías mixtas. De hecho, un informe dice, "Muchos hombres se asombraron de que las mujeres podían ejercer como artilleros adecuados a pesar de su temperamento excitable, falta de instintos técnicos, su falta de interés en los aviones y sus debilidades físicas”.
Aunque las mujeres todavía enfrentaban discriminación por parte de algunos de los soldados y oficiales más veteranos altamente estereotipados que no gustaban de ver a una mujer "jugar con sus armas", las mujeres recibieron prácticas de tiro con rifle y les enseñaron a utilizar cañones antiaéreos mientras servían en sus baterías. Se les dijo que esto era para el caso de que los alemanes invadieran... sin embargo, si eso llegara a suceder, serían evacuadas inmediatamente.
Tres cuartas partes de las mujeres que ingresaron a las fuerzas en tiempos de guerra eran voluntarias, en comparación con los hombres que componían menos de un tercio. Las mujeres solteras o casadas podían optar para ser voluntaria en la WAAF, ATS o WRNS y estaban obligadas a servir en toda Gran Bretaña, así como en el extranjero, si era necesario, sin embargo los límites de edad establecidos por los servicios variaron entre sí. Generalmente las mujeres entre 17 y 43 años podían ser voluntarias y de las menores de 18 se requería el consentimiento de los padres.
Después de presentar la solicitud, las solicitantes tenían que cumplir otros requisitos, incluyendo una entrevista y un examen médico; si se las consideraba aptas para servir eran matriculadas para la duración de la guerra. WRNS era el único servicio que ofrecía una rama inmóvil que permitía a las mujeres vivir en sus casas y trabajar en el establecimiento naval local.
WRNS era la más pequeña de las tres organizaciones, y como resultado la más selectiva con sus candidatas. De las tres organizaciones, WAAF era la opción preferida; el segundo era WRNS. ATS era la más grande de las tres organizaciones y la menos favorecida entre las mujeres, ya que aceptaba a aquellas que no pudieron ingresar en las otras fuerzas. ATS también había desarrollado una reputación de promiscuidad y malas condiciones de vida, y muchas mujeres además veían el uniforme caqui poco atractivo, y como resultado las mujeres preferían WRNS y WAAF a ATS.

### Limitaciones

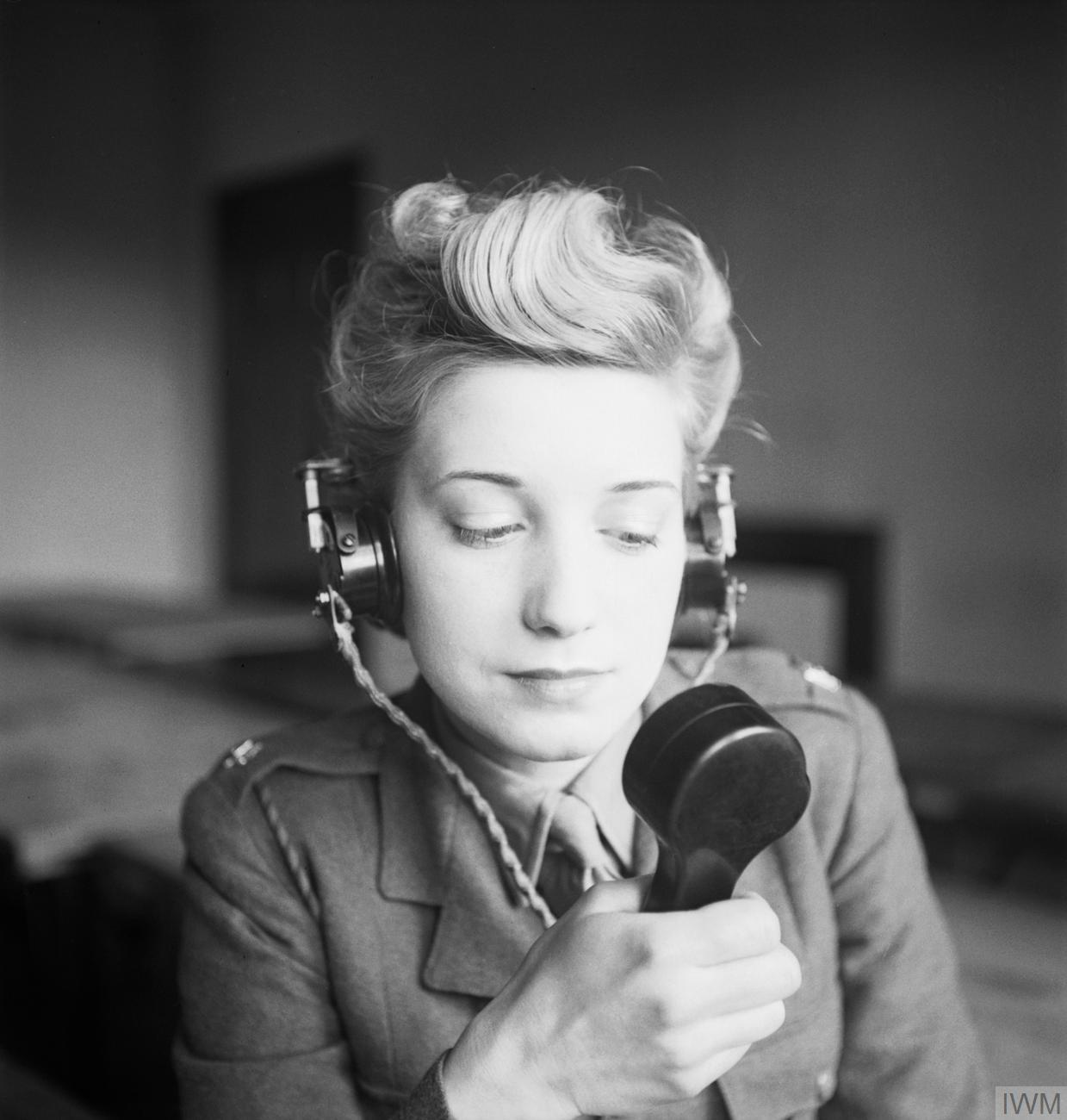
Pte. Elizabeth Gourlay transmite un mensaje de radio durante la Segunda Guerra Mundial

Las mujeres fueron limitadas en sus roles aunque se les permitió hacer casi cualquier cosa, excepto el fuego de combate. Esto significaba que nunca consiguieron sacar provecho de la formación que recibieron. Esta fue la distinción de género más común entre los hombres y las mujeres durante la guerra: las mujeres pasaban por el mismo entrenamiento militar, vivían en las mismas condiciones y ejercían casi los mismos puestos de trabajo que los hombres, excepto combatir en primera línea. Esta pequeña pero importante distinción significa que las mujeres no pudieron optar a cualquiera de las medallas al valor o valentía, ya que sólo se conceden para "operaciones activas contra el enemigo en el campo", donde las mujeres no podían participar.
Las mujeres también eran distintas debido a los títulos con las que se las asignó en el ejército: las cabos eran conocidas como bombarderos y las soldados eran conocidas como artilleros. Ellas también fueron obligadas a llevar insignias diferente en sus uniformes, distinguiéndolas aún más de sus homólogos masculinos. La disciplina también difería, a una mujer no se le permitía ser cortejada. Las mujeres en el servicio estaban bajo la autoridad de las mujeres oficiales de la ATS, en lugar de los oficiales masculinos a los que servían directamente. Esto significaba que cualquier medida disciplinaria estaba por completo en manos de la ATS, eliminando la presencia masculina en el proceso.

### Voluntariado
A pesar de sus diferencias obvias de los hombres, las mujeres estaban ansiosas de ser voluntarias. Muchas de las mujeres militares provenían de fondos restringidos; por lo tanto, se encontraban el ejército liberador. Otras razones por las que mujeres se ofrecieron como voluntarias incluían escapar de hogares o matrimonios infelices, o tener un trabajo más estimulante. La razón más abrumadora para alistarse en el ejército, sin embargo, fue el patriotismo. Al igual que en la Primera Guerra Mundial, Gran Bretaña hervía en un fervor patriótico a lo largo de la Segunda Guerra Mundial para protegerse de la invasión extranjera.

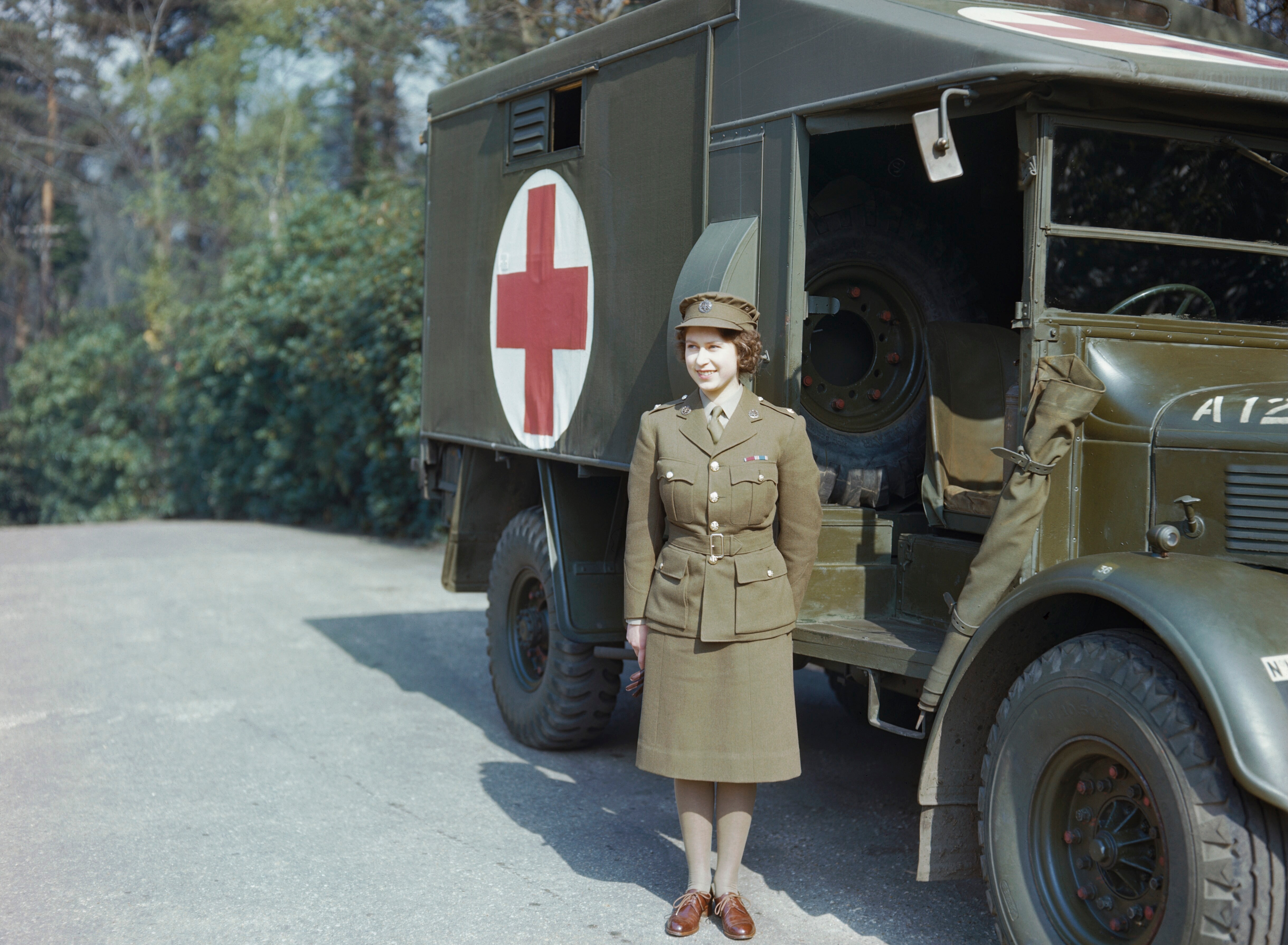
La princesa Isabel como subalterna segunda honoraria en el Servicio Territorial Auxiliar de Mujeres, 1945.

A las mujeres, por primera vez, se les daba la oportunidad de ayudar en la defensa de su tierra natal, lo que explica el elevado número de mujeres voluntarias al comienzo de la guerra. Incluso la princesa Isabel fue conductora de la Unidad de Windsor como Segunda subalterna, después de haberse unido al esfuerzo en la protección del país. A pesar de la abrumadora respuesta a la convocatoria de mujeres voluntarias, algunas mujeres se negaron a unirse a las fuerzas; muchas no estaban dispuestas a renunciar al trabajo civil que tenían, y otras tenían contrapartes masculinos que no estaban dispuestos a dejarlas ir (Crang 384). Otras consideraron que la guerra era todavía un trabajo de hombres, y no algo en que las mujeres debieran participar.
Al igual que las fuerzas de los hombres, las fuerzas de las mujeres se ofrecen voluntariamente durante toda la guerra. 
Cuando el servicio militar obligatorio de la mujer entró en vigor, sin embargo, fue muy limitado. Por ejemplo, las mujeres casadas estaban exentas de la obligación de servir a menos que optaran por hacerlo, y las que fueron llamadas podían optar a servir en la defensa civil (el frente interno). Durante la guerra, aproximadamente 487 000 mujeres se ofrecieron como voluntarias para los servicios femeninos; 80 000 para WRNS, 185 000 para WAAF y 222.000 para ATS.
En 1941 las demandas de la industria de guerra llamaron al servicio de las mujeres para relevar a los hombres de sus puestos anteriores y asumir un papel más activo en el campo de batalla.
De todos los servicios femeninos, ATS necesitaba el mayor número de nuevas solicitantes; sin embargo, debido a la falta de popularidad de ATS, no fueron capaces de obtener las aproximadamente 100 000 nuevas voluntarias necesarias.
Para tratar de cambiar la opinión de las mujeres sobre ATS, se mejoraron las condiciones de vida y se hizo un nuevo uniforme más halagador. En 1941, el Registro de la Orden de Empleo (Registration for Employment Order was introduced) se introdujo en la esperanza de conseguir más mujeres matriculadas.
Esta acta no podía obligar a las mujeres a unirse a las fuerzas, pero en cambio se requería a las mujeres de entre 20 y 30 años para tratar de encontrar empleo a través de bolsas de trabajo y a cambio proporcionar información sobre sus situaciones laborales y familiares actuales. 
Las que se consideraron elegibles fueron persuadidas a entrar en la industria de la guerra debido a que el Ministerio de Trabajo no tenía el poder de forzar. La propaganda también se utilizó para persuadir a las mujeres a los servicios de las mujeres, A finales de 1941, ATS solamente había ganado 58 000 nuevas trabajadoras, por debajo de las expectativas. Ernest Bevin llamó entonces al servicio militar obligatorio y para finales de 1941 con la Ley del Servicio Nacional se convirtió en obligatorio para las mujeres de 20 a 30 años unirse al servicio militar.
Las mujeres casadas estaban exentas del servicio militar obligatorio, pero las que fueran elegibles tenían la opción de trabajar en la industria de la guerra o de la defensa civil si no querían unirse a uno de los servicios de mujeres.
Las mujeres podían solicitar a cual servicio deseaban unirse, pero la mayoría optaron por ATS debido a su necesidad de nuevas solicitantes. La Ley de Servicio Nacional fue derogada en 1949, pero en 1944 las mujeres ya no estaban siendo llamadas al servicio, porque depender de voluntarios se pensaba que era suficiente para completar las tareas requeridas durante las etapas finales de la guerra. Las mujeres también jugaron un papel importante en la producción industrial británica durante la guerra, en áreas tales como metales, productos químicos, municiones, la construcción naval y la ingeniería. 
Al comienzo de la guerra en 1939 el 17,8 % de las mujeres trabajaban en estas industrias y para 1943 lo hacía el 38,2 %. Con el inicio de la guerra había una necesidad urgente de ampliar la fuerza laboral del país, y las mujeres fueron vistas como fuente de mano de obra fabril. Al principio las mujeres en la producción industrial de guerra participaban exclusivamente en el montaje, que era visto como obra barata y poco exigente, pero durante el conflicto las mujeres de la guerra se hicieron necesarias en otras áreas en el proceso de producción que previamente realizaban los hombres, tales como operadores de torno
El Ministerio de Trabajo creó centros de formación que dieron una introducción al proceso de ingeniería, y para 1941 a las mujeres se les permitió la entrada y la industria de la ingeniería creció y se convirtió en una gran fuente de empleo femenino. Áreas tales como la fabricación de aviones, la electricidad y la ingeniería en general pesada y la fabricación de vehículos de motor vieron un aumento del empleo femenino en ellos durante la guerra. La producción de aeronaves vio la subida más grande de empleo femenino, ya que aumentó del 7 % en 1935 al 40 % en 1944.
Al inicio a los hombres de guerra que ya estaban en la ingeniería se les impidió ir a la guerra, porque la ingeniería era vista como una industria importante para la producción de guerra, pero en 1940 dejó de ser una necesidad pues las mujeres ya suministraban la mano de obra necesaria para la expansión de la fábrica. En 1941, con la escasez de mano de obra calificada de la Essential Workers Order se introdujo la exigencia de que todos los trabajadores calificados debían registrarse y se les impedía abandonar los trabajos que se consideraban esenciales para el esfuerzo de guerra sin el consentimiento de un funcionario del Servicio Nacional.
El Registration for the Employment Order en 1941 y el Women of Employment Order en 1942 también intentó conseguir más mujeres a la fuerza laboral. Las mujeres de la Employment Order requerían tener entre 18 a 45 años para inscribirse en bolsas de trabajo y por 1943 la edad máxima se elevó a 50, lo que provocó un adicional de 20 000 mujeres en la fuerza laboral. Se le dio a la producción de aviones la prioridad de trabajo y muchas mujeres fueron desviadas a él algunas incluso transferidas de la producción agrícola.

### La interpretación de fotografías aéreas
Uno de los papeles más importantes dentro de las fuerzas armadas que las mujeres ocuparon, fue la interpretación de fotografías aéreas tomadas por aviones espías británicos sobre la Europa ocupada por el Tercer reich. Hubo igualdad en este trabajo como en ningún otro durante la guerra: las mujeres fueron consideradas iguales a los hombres en este campo. Las mujeres jugaron un papel importante en la planificación de Día D en esta capacidad, se analizaron las fotos de la costa de Normandía y decidieron en qué playas desembarcarían las tropas. Las mujeres como analistas fotográficas también participaron en el mayor golpe de la inteligencia de la guerra, el descubrimiento de la bomba conocida como Fieseler Fi 103. La participación femenina permitió que estas bombas fueran destruidas.
Aunque muchas mujeres estaban haciendo trabajos que los hombres habían hecho previamente durante la guerra, todavía se le pagaba menos. La igualdad salarial fue rara vez alcanzada ya que los empleadores querían evitar los costos laborales. La mano de obra calificada a menudo se dividía en tareas más pequeñas y etiquetadas como 'calificada' o 'semicalificada' y luego pagaban de acuerdo a las tasas de remuneración de las mujeres. Las mujeres que fueron juzgadas como haciendo "trabajo de hombres" cobraban más que las mujeres que se creía estaban haciendo "trabajo de mujeres" y la definición de este patrón por los empleadores variaba regionalmente.
Las mujeres recibían salarios menores que sus homólogos masculinos; a pesar de las intenciones expresadas por el gobierno, las mujeres continuaron cobrando menos que los hombres por un trabajo equivalente y fueron segregadas en términos de descripción del trabajo, el estado y las horas realizadas. En 1940 Ernest Bevin persuadió a empleadores de ingeniería y sindicatos para dar a las mujeres la igualdad de remuneración con los hombres desde que fueron adquiriendo las mismas tareas que ellos tenían antes; esto se convirtió en el  Acuerdo de empleo ampliado de mujeres.
En general, los aumentos salariales dependían de la industria; industrias que estaban copadas por las mujeres antes de la guerra, como los textiles y prendas de vestir, no vieron cambios en la remuneración. Sin embargo, la brecha entre los salarios de hombres y mujeres se redujo de un 20 a 24 % en los metales, la ingeniería y la construcción de vehículos y de un 10 a 13 % en los productos químicos, todos ellos considerados importantes en el esfuerzo de guerra. Las horas extraordinarias también diferían, con las mujeres consiguiendo 2-3 horas y los hombres 9-10 horas a la semana. Los horarios de las mujeres todavía estaban regulados debido a sus responsabilidades para cuidar de su familia y del hogar.

### Posguerra
En la posguerra, las mujeres fueron devueltas a muchos de los trabajos que ocupaban antes de la guerra. Donde una vez que el ejército representó un escape de la vida doméstica a una mayor libertad, ahora regresaba al campo dominado por los hombres que había antes de la guerra. Las mujeres que sirvieron en las baterías como artilleras y reflectoras-operadoras de repente estaban siendo degradadas a trabajos de secretarias, quitando cualquier oportunidad de que estas mujeres pudieran haber sacado provecho a su formación.
A pesar de ser poco reconocidos sus esfuerzos en la guerra, la participación de las mujeres en la Segunda Guerra Mundial permitió la fundación de fuerzas de la mujer permanentes. Reino Unido instituyó estas fuerzas permanentes en 1949, y las Women's Voluntary Services siguieron siendo una fuerza de reserva hasta hoy en día.

Demob was a big disappointment to a lot of us. It was an awful and wonderful war. I wouldn't have missed it for anything; some of the friends we made were forever.
Demob fue una gran decepción para muchos de nosotros. Fue una guerra terrible y a su vez maravillosa. No me la habría perdido por nada; algunos de los amigos que hicimos fueron para siempre.

## Rumanía
Las mujeres rumanas jugaron un papel significativo en la Real Fuerza Aérea Rumana. Inspiradas por la organización auxiliar voluntaria Lotta Svärd de Finlandia, el Ministerio de Defensa Nacional de Rumania creó una Unidad especializada de ambulancia aérea llamada el 108o Medevac light transport squadron, más conocido como el Escuadrón Blanco (escadrila Albă), que incluía a pilotos en su mayoría mujeres. La unidad fue activa entre 1940-1943, participó en las campañas en Odesa y Stalingrado y saltó a la fama durante la guerra como la única unidad de su tipo en el mundo.
Las mujeres rumanas también se desempeñaron como pilotos en otras unidades de transporte y de enlace durante la guerra. La capitana Irina Burnaia, por ejemplo, al mando del Escuadrón de Besarabia entre 1942-1944. Después de la guerra y la incautación comunista del poder en Rumania, el servicio del Escuadrón Blanco fue ignorado en gran medida y sus antiguas miembros cayeron en el olvido. No obstante, desde la revolución rumana se produjo una nueva ola de reconocimiento de las aviadoras femeninas, como lo demuestra el ascenso de Mariana Drăgescu al rango de Comandante (Comandor) en 2013.

## Unión Soviética

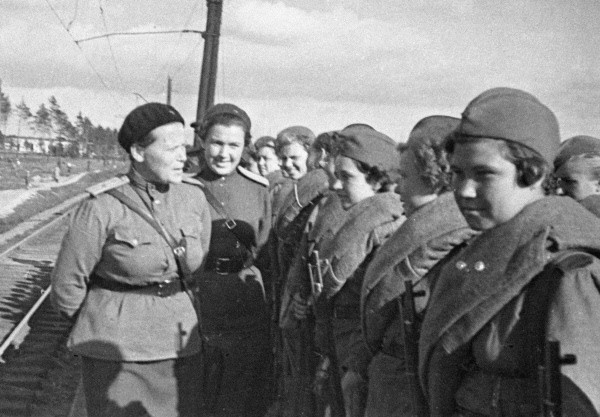
Mujeres francotiradoras antes de partir al frente

Las mujeres soviéticas jugaron un papel importante en la Segunda Guerra Mundial (cuyo frente oriental era conocido como la Gran Guerra Patria) La mayoría trabajaba en la industria, el transporte, y otras funciones civiles trabajando doble turno, mientras los hombres estaban en combate. Para el momento del inicio de la Operación Barbarroja, la fuerza de trabajo de la URSS contaba con más de 11 millones de obreras y empleadas en fábricas e instituciones de gobierno, así como 19 millones de koljosianas La Unión Soviética movilizó a las mujeres en las primeras etapas de la guerra, integrándolas en las principales unidades del ejército, y no como "auxiliares". Alrededor de 800 000 mujeres sirvieron en el Ejército Rojo, la mayoría de las cuales estaban en unidades de servicio de primera línea. La URSS fue el único país durante la Segunda Guerra Mundial que permitió la participación de las mujeres tanto en la retaguardia como en el combate directo. Cabe destacar que la inmensa mayoría se alistaron en el ejército de forma voluntaria, muchas apenas rozando la mayoría de edad, pero contando con entrenamiento previo en el uso de armas, primeros auxilios, aviación etc. Algunos de los trabajos asignados más comunes eran como operadora de radio, oficial de tráfico, conductora o auxiliar de enfermería. Más de 1000 mujeres lucharon en los principales frentes como francotiradoras, abatiendo alrededor de 12 000 enemigos confirmados Su principal objetivo eran soldados designados a transportar el rancho para servir a las tropas en combate o tendedores de cables telefónicos, así como oficiales de alto rango. La más destacada de ellas fue Liudmila Pavlichenko, quien abatió a 309 blancos confirmados durante la Batalla de Odesa y la defensa de Sebastopol, transformándola en la francotiradora más efectiva de toda la Segunda Guerra Mundial. En 1942 fue enviada como figura de propaganda a los países aliados para convencerlos de abrir un nuevo frente y atacar a la Alemania Nazi. Recibió la más alta condecoración militar de aquel momento, la estrella dorada de Héroe de la Unión Soviética.  
De las pocas mujeres que sirvieron en las divisiones de tanques destaca Alexandra Samusenko, quien con sólo 21 años alcanzó el grado de capitán y participó activamente en el frente de Briansk, Vorónezh y durante la Batalla de Kursk. Por su actuación distinguida fue condecorada con la medalla de la Orden de la Estrella Roja.

Cerca de 300 000 sirvieron en unidades antiaéreas y realizaron todas las funciones en las baterías, incluyendo disparar armas de fuego. Un pequeño número eran aviadoras de combate de la Fuerza Aérea. El 588.º Regimiento de Bombardeo Nocturno, creado por la famosa aviadora soviética Marina Raskova, fue una unidad aérea conformada exclusivamente por mujeres, el cual estuvo en servicio desde el año 1942 y hasta finalizar la Segunda Guerra Mundial. Se le atribuyen más de 24 000 misiones a lo largo de este periodo. De esta unidad de combate aéreo femenino destacó Lidia Litviak, apodada por lo alemanes como "La rosa blanca de Stalingrado". Logró derribar hasta 12 aviones enemigos en solitario y 4 en conjunto. Actualmente ostenta el récord de mayor número de derribos aéreos hechos por una sola mujer. Al finalizar la guerra, se entregaron 30 000 condecoraciones a las mujeres que combatieron en el frente.  Conze y Fieseler sostienen que una vez que ya no se necesitaban a las mujeres, dejaron de aparecer en los medios. El estado incluso impidió a las mujeres marchar en el desfile de la victoria de Moscú[cita requerida]. Muchas de las antiguas combatientes, al terminar la guerra, tomaron trabajos que nada tenían que ver con su rol en el campo de batalla, tales como maestras, auxiliares de laboratorio, contables, funcionarias de gobierno, guías de turista etc. Sin embargo, algunas otras se transformaron en instructoras civiles o militares, como es el caso de Nadezhda Popova, importante piloto que pasó a ser instructora de vuelo.

## Yugoslavia
Los Partisanos yugoslavos afirmaban tener 6 000 000 partidarios civiles; sus dos millones de mujeres formaron el Antifascist Front of Women (AFŽ), en donde lo revolucionario coexistió con lo tradicional. El AFZ administró escuelas, hospitales e incluso gobiernos locales. Cerca de 100 000 mujeres sirvieron junto con 600 000 hombres en el movimiento de Partisanos yugoslavos de Josip Broz Tito.
Se hizo hincapié en su dedicación a los derechos y la Igualdad de género y se utilizó la imagen de las heroínas del folclore tradicional para atraer y legitimar el partizanka. A finales de 1944, las fuerzas totales de los partisanos incluían 650.000 hombres y mujeres. Después de la guerra, las mujeres fueron relegadas a los roles tradicionales de género, pero Yugoslavia fue única ya que sus historiadores mantuvieron una extensa atención al papel de la mujer en la resistencia, hasta que el país se desintegró en la década de 1990. Después, el recuerdo de las mujeres soldados se desvaneció.